# IC 328
IC 328 је спирална галаксија у сазвјежђу Еридан која се налази на листи објеката дубоког неба у Индекс каталогу.
Деклинација објекта је - 14° 38' 16" а ректасцензија 3h 31m 11,0s. Привидна величина (магнитуда) објекта IC 328 износи 14,1 а фотографска магнитуда 14,8. IC 328 је још познат и под ознакама MCG -3-9-51, IRAS 03288-1448, PGC 13063.